# ルイス・フェルナンド・ブリジ・ジュスティーノ・カルドーゾ
ルイジーニョ（Luizinho）ことルイス・フェルナンド・ブリジ・ジュスティーノ・カルドーゾ（Luiz Fernando Brizzi Justino Cardozo、1990年2月10日 - ）は、ブラジル・サンパウロ州サンパウロ出身のフットサル選手。ポジションはアラ。

## 経歴
2010年にはU-20ブラジル代表に選出され、2013年にはブラジル代表に選出された。
2016-17シーズンにはUEFAフットサルカップに出場し、2016年10月13日のMNKツェンタル・サライェヴォ戦では1得点3アシストするなど、1次ラウンドと2次ラウンドの計6試合で2得点5アシストを記録した。4チームで争う2次ラウンドではカザフスタンのAFCカイラトに次ぐ2位で敗退した。
2017年6月、Fリーグの名古屋オーシャンズに移籍した。同時期に加入したヴァルチーニョとは1年ほど同じクラブでプレーしたことがあった。2017年まで名古屋オーシャンズでプレーしていたセルジーニョやシンビーニャとも仲が良く、名古屋オーシャンズへの移籍を決める前には連絡を取り合っていた。第3節の湘南ベルマーレ戦でデビューして初得点を記録すると、シュライカー大阪戦まで8戦連続得点を記録した。2018年のAFCフットサルクラブ選手権は外国人枠が1しかないが、名古屋オーシャンズ唯一の外国人選手として出場した。
2018-19シーズン終了後の2019年3月、名古屋オーシャンズを退団した。

## 所属クラブ
- 2008 アオスタ・カオチオ
- 2011 コリンチャンス
- 2012 スザーノ・フットサル
- 2013-2014 カルロス・バルボーザ
- 2015 コンコジア・フットサル
- 2016  レアル・リエティ・カルチョ a 5（英語版）
- 2013-2016 チョリコジヤンコ
- 2017.6-2019.3  名古屋オーシャンズ

## 個人成績
| 国内大会個人成績 | 国内大会個人成績 | 国内大会個人成績 | 国内大会個人成績 | 国内大会個人成績 | 国内大会個人成績 | 国内大会個人成績 | 国内大会個人成績 | 国内大会個人成績 | 国内大会個人成績 | 国内大会個人成績 | 国内大会個人成績 |
| 年度             | クラブ           | 背番号           | リーグ           | リーグ戦         | リーグ戦         | リーグ杯         | リーグ杯         | オープン杯       | オープン杯       | 期間通算         | 期間通算         |
| 年度             | クラブ           | 背番号           | リーグ           | 出場             | 得点             | 出場             | 得点             | 出場             | 得点             | 出場             | 得点             |
| 日本             | 日本             | 日本             | 日本             | リーグ戦         | リーグ戦         | オーシャン杯     | オーシャン杯     | 全日本選手権     | 全日本選手権     | 期間通算         | 期間通算         |
| ---------------- | ---------------- | ---------------- | ---------------- | ---------------- | ---------------- | ---------------- | ---------------- | ---------------- | ---------------- | ---------------- | ---------------- |
| 2017-18          | 名古屋           | Fリーグ          | 11               |                  |                  |                  |                  |                  |                  |                  |                  |
| 通算             | 日本             | 日本             | Fリーグ          |                  |                  |                  |                  |                  |                  |                  |                  |
| 通算             | 日本             |                  |                  |                  |                  |                  |                  |                  |                  |                  |                  |
| 総通算           |                  |                  |                  |                  |                  |                  |                  |                  |                  |                  |                  |